# Herby rycerstwa polskiego

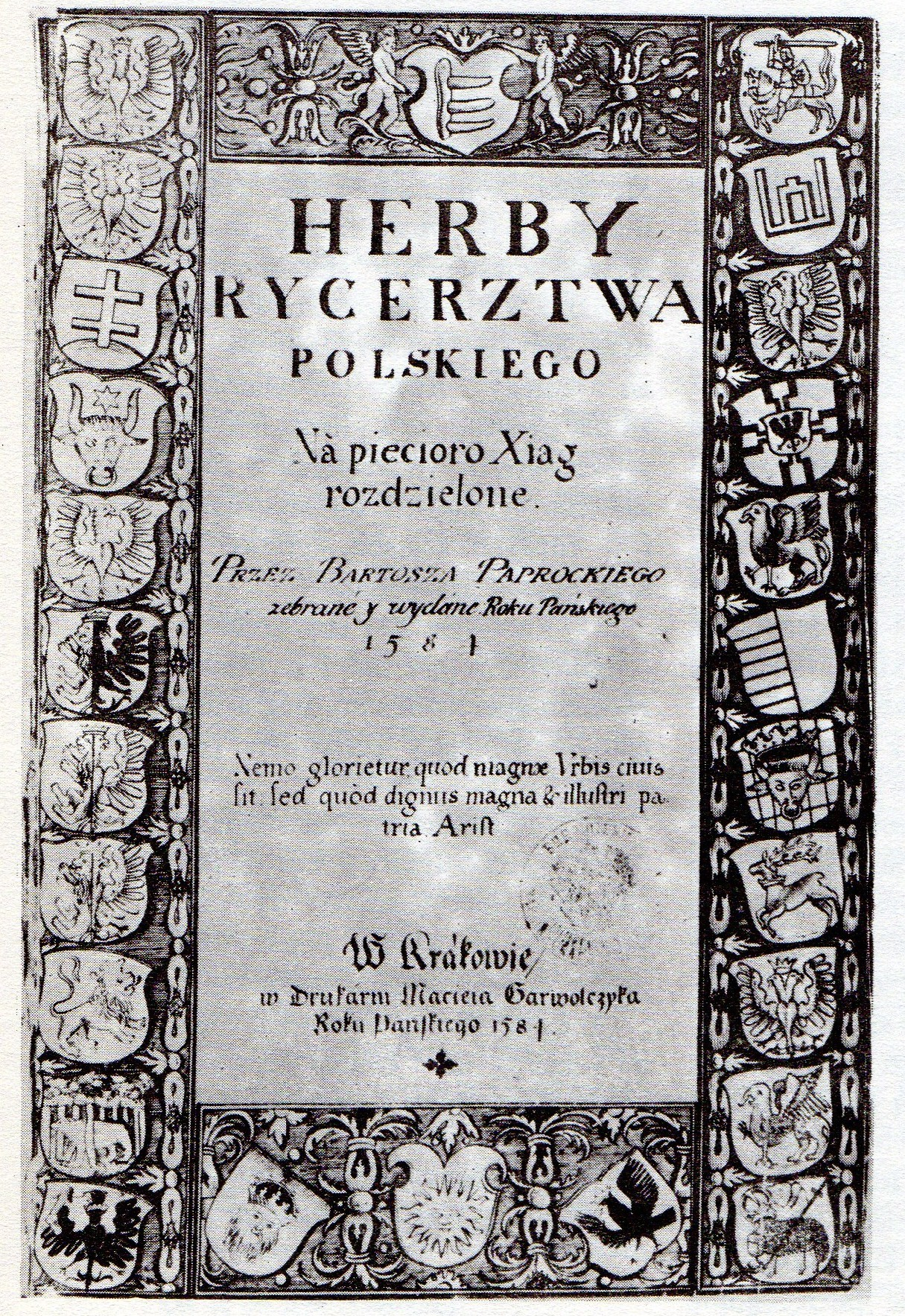
Karta tytułowa

Herby rycerstwa polskiego na pięcioro ksiąg rozdzielone – historia familijna szlachty polskiej ukazana w procesie rozwoju historycznego. Najważniejsze dzieło napisane przez Bartosza Paprockiego.

## Struktura
Dzieło przyczyniło się rozwoju polskiej literatury heraldycznej i przez długi czas służyło jako jej źródło. Korzystali z niej m.in. Zygmunt Gloger, Aleksander Brückner czy Karol Estreicher. Do dziś stanowi bogaty materiał źródłowy do historii kultury, obyczajowości, prawa i geografii Polski.
Podzielone jest na pięć ksiąg:
- geneza godła państwowego – Orła, jak również rodowody książąt i królów polskich począwszy od Lecha wraz z kroniką panowań,
- powstanie narodu szlacheckiego z wywodem herbów począwszy od Sema i Chama,
- przedstawienie (za Janem Długoszem) herbów i rodów przybyłych do Polski z innych krajów świata,
- historia Litwy, herbu Pogoń, Giedyminowiczów, Jagiellonów, bojarów przyjętych do polskich herbów po Unii w Horodle i wybranych rodów wołyńskich,
- herby województw i miast Rzeczypospolitej[1].

## Podstawy
Historię szlachty polskiej autor opiera na kronikach: Kromera, Miechowity i Długosza, a w mniejszym stopniu na podobnych dziełach Kadłubka, Baszka, Wapowskiego, Bielskiego i Orzechowskiego, jak również na kronice Andrzeja z Żarnowa. Autor korzystał także z innych dzieł Jana Długosza. Cytował jego pierwsze dzieło heraldyczne o polskich herbach pt. Insignia seu clenodia Regis et Regni Poloniae , a także Księgę uposażeń biskupstwa krakowskiego i Katalog biskupów.
Paprocki sięgał też do archiwów rodzinnych takich rodów jak: Odrowążowie, Pieniążkowie, Krępscy, Tęczyńscy, Korycińscy, Braniccy, Latoszyńscy, Prochniańscy, Zaporscy, Ossowscy, Zborowscy, Giebułtowscy, Olszewscy i Rzeszowscy. Wykorzystywał archiwa, księgi, katalogi i rejestry klasztorów w: Mogile, Brusach, Trzemesznie, Sandomierzu, Miechowie, Staniątkach, Zwierzyńcu, Szczyrzycu, Jędrzejowie, Tyńcu i Przeworsku. Przytaczał też epitafia z kościołów, m.in. w: Sandomierzu, Wilnie, Zborowie, Krakowie, Tarnowie, Wojniczu, Kraśniku, Sieciechowie, Jędrzejowie, Gnieźnie, Lublinie i Włocławku. Sięgał do akt Metryki Koronnej, Sądu Krakowskiego, ksiąg grodzkich i ziemskich krakowskich, brzeskich i sochaczewskich. Cytował też przekazy ustne (np. Marcina Białobrzeskiego) i dzieła poetów, takich jak: Klemens Janicki, Andrzej Trzecieski, Jan Kochanowski i Mikołaj Sęp-Szarzyński. Powoływał się również na Biblię i pisarzy antycznych.

## Wydania i forma
Pierwsze wydanie dzieła (191 arkuszy) nastąpiło w 1584 w drukarni Macieja Garwolczyka (Kraków). Strona tytułowa ozdobiona została drzeworytem z tarczami herbowymi ziem polskich. Listwy boczna i dolna pochodziły z warsztatu Hieronima Wietora – zostały one wcześniej wykorzystane w dziele Justa Ludwika Decjusza zatytułowanym De vetistatibus Polonorum z 1521. Górna listwa była nowa i zawierała herb Batorych. Na odwrocie strony tytułowej znalazł się portret króla Stefana Batorego. Poszczególne drzeworyty herbowe okolone były labrami dwóch rodzajów. Labry, tarcze herbowe i klejnoty w koronach odbijane były osobno. Herby miast najpewniej pochodzą z warsztatu Andrzeja Piotrkowczyka. Już po wydaniu niektóre ze stron były na żądanie rodzin poprawiane i przedrukowywane.
Edycja druga (z pierwodruku) wydana została przez Kazimierza Turowskiego w 1858. Do wydania przygotowano inne klocki herbowe. Tekst skrócono i częściowo zmieniono. Dołączono warianty herbów z kart przedrukowywanych przez Paprockiego, jak również skorowidz do herbów przygotowany przez Wilhelma Gąsiorowskiego.
Trzecie wydanie (fotoofset) ukazało się w 1982 w Warszawie na podstawie wydania drugiego.